# بوب مكهيل
بوب مكهيل (بالإنجليزية: Bob McHale)‏ هو لاعب كرة قاعدة أمريكي، ولد في 2 فبراير 1870 في ساكرامنتو في الولايات المتحدة، وتوفي بنفس المكان في 9 يونيو 1952.

## وصلات خارجية
- بوب مكهيل على موقعبيزبول رفرنس.كوم (الدوري الرئيسي) (الإنجليزية)
- بوب مكهيل على موقعبيزبول رفرنس.كوم (الدوري الثانوي) (الإنجليزية)